# Koralowa Ścieżka
Koralowa Ścieżka (niem. Korallensteinweg) – ścieżka przyrodniczo-dydaktyczna w Sudetach Zachodnich, w Karkonoszach, województwo dolnośląskie.
Ścieżka o długości około 5,5 km położona jest w południowo-zachodniej Polsce, w Sudetach Zachodnich, w paśmie Karkonoszy, na terenie Karkonoskiego Parku Narodowego. Prowadzi z Jagniątkowa na wierzchowinę Karkonoszy.
Jest to długie, początkowo monotonnie wiodące lasem, miejscami strome podejście wzdłuż zachodniego zbocza doliny Wrzosówki do dna cyrku polodowcowego w polskich Karkonoszach, Czarnego Kotła Jagniątkowskiego.
W dolnym odcinku ścieżka przedstawia typowo karkonoską architekturę, jaką jest wiejska zabudowa w Jagniątkowie. Przechodzi przez lasy dolnoreglowe, lasy regla górnego aż do piętra subalpejskiego, pokazując zmiany drzewostanu Karkonoszy. Powyżej granicy 1050 m n.p.m. teren pozbawiony jest lasu, a szlak staje się widokowy, odsłaniając olbrzymie wiatrołomy. Uwidacznia skutki klęski ekologicznej, jaka dotknęła Karkonosze w latach 80. XX wieku. Na trasie znajduje się kilka ciekawych grup skalnych z widokiem na: Czarny Kocioł Jagniątkowski, Wielki Śnieżny Kocioł, szczyty Śmielca, Wielkiego Szyszaka, Szrenicy, skałki Końskie Łby, a na północ Pogórze Karkonoskie i Kotlinę Jeleniogórską. Za górną granicą lasu około 1250 m n.p.m. ścieżka wchodzi w piętro subalpejskie z charakterystyczną dla niego kosodrzewiną. Z punktu widokowego między kosodrzewiną widać dno Czarnego Kotła z Jaworową Łąką i moreną czołową. Przy granicy państwowej między kosodrzewiną znajdują się kępy torfowisk wysokich. Karkonoskie torfowiska są najwyżej położonymi w Europie.

## Turystyka
Koralową Ścieżką prowadzi szlak turystyczny:
- – niebieski z Jagniątkowa do czeskiego schroniska Mědvdí bouda, przechodzący nad zachodnią krawędzią kotła.